# حياة يومية

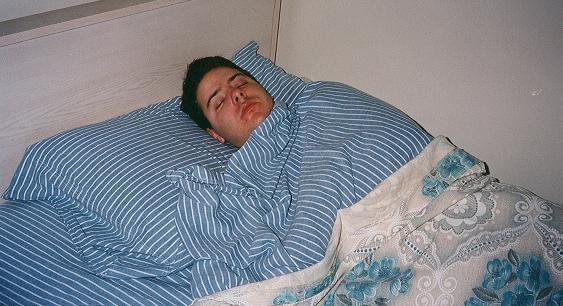

الحياة اليومية هي عبارة تستخدم للإشارة إلى الطريقة التي يعيش بها أو يمكن أن يتصرف بها عادة شخص أو فرد أو جماعة أو مجتمع ما، وكيف يفكر ويشعر على أساس يومي. الفكرة تنطوي على تعريف الذات، وكيف يمكن للناس وضع تصور للعلاقات مع العالم والآخرين.
مفهوم الحياة اليومية الطبيعية يمكن أن تكون تلك القواعد الاجتماعية والنفسية للخيارات السلوكية، والأفكار والمعتقدات.
الحياة اليومية يمكن وصفها بأنها الحياة الدنيوية، وحياة الروتين اليومي المتلاحقة بأيام السنة، أو تلك الحياة الطبيعية والمعتادة عمومًا.

## لمحة اجتماعية
الحياة اليومية هو مفهوم أساسي في الدراسات الثقافية والاجتماعية عمومًا، وهو موضوع تخصصي في مجال علم الاجتماع. وقد كان موضع نقاش بعض المنظرين، لا سيما هنري يفبفر الذي جادل في فكرة الحياة اليومية معتبرا إياها ظاهرة حديثة، ظهرت إلى الأفق في القرن التاسع عشر.
وأن الدافع وراء الظاهرة القوة الرأسمالية والآثار التصنيعية والمهينة على الوجود البشري وإدراكه وتصوره للحياة.
الكتاب والفنانون والصحفيون والكاريكاتوريين عرفوا منذ بداية القرن التاسع عشر الإتجاه أكثر إلى مزيد من الإنتاج الفكري والإبداعي وتصوير الحياة اليومية للمواطنين بصورة ملحوظة مما كانت عليه الأعمال والإنتاجات الثقافية والفنية الماضية، ومن أهم من أبدعو في تصوير الحياة الفنية منذ بداية القرن التاسع عشر نذكر الفنان العالمي شارلي شابلين على سبيل المثال لا الحصر.
يتاثر نمط الحياة اليومية بعدة عوامل ويختلف حسب البيئة الاجتماعية والاقتصادية والسياسية والثقافية وعيرها من العوامل المؤثرة.

## أهمية الرياضة في الحياة اليومية
المقولة الشهورة العقل السليم في الجسم السليم يمكن أن تلخص دور الرياضة في الحياة اليومة وحياة الإنسان عمومًا. حيث تعتبر الرياضة مهمة للصحة النفسية والجسدية للإنسان، وتخلصه من ملل وضغوط الحياة اليومية.
كما تجعل الممارسين مبتعدين عن إدمان بعض العاداة السيئة كالتدخين والمخدرات.
وقد أكدت دراسة تجريبية علمية أن الأفراد الذين مارسوا الركض سجلوا درجات عالية في الاختبارات الفكرية، وانخفضت هذه الدرجات عندما توقفوا عن التدريب، مما يشير إلى أن التمرين المستمر والمتواصل أمر ضروري للاحتفاظ بالفوائد المرجوة.
خلص باحثون في جامعة نيهون فوكوشي فيهاندا باليابان، أن فوائد الرياضة لا تقتصر على البدن بل تمتد تأثيراتها الإيجابية إلى العقل والمهارات الذهنية للإنسان.
حيث بدأوا بمعاينة أشخاص يتابعون برنامج هرولة من 30 دقيقة مرتين إلى ثلاث مرات أسبوعيا مُدةَ ثلاثة أشهر على الأقل، حيث خضعوا لعدة اختبارات قبل وبعد البرنامج، فاستنتج الباجثون أن الدرجات المسجلة في الاختبارات بعد اثني عشر أسبوعا من الهرولة المنتظمة، زادت بصورة ملحوظة قبل البرنامج، وكان معدل استجابتهم أسرع.